# スパイト
スパイト（英: spite）とは、公平分割問題（ものを公平に分割する数学の問題のこと）において、他の参加者の配分が増加したときに、ある参加者の配分が減少する状況において、ある参加者が自己の配分をより減少させて、他の参加者の配分が、より少なくなることを選択すること。
「私が損をしているのだから、あんたも損をすべきだ」という心理から生まれる。なおスパイトの原義は意地悪（wikt:spite）。
スパイトジレンマ、スパイト行動とも。

## 社会生物学
社会生物学では、スパイト行動は、行為者と周囲の両方に否定的な影響を与える社会的行動とされる。スパイトが血縁淘汰に有利に働くのは次のような場合である。
- 行為者と十分に血縁関係にある第三者に間接的な利益をもたらす場合（ウィルソン型スパイト）
- 主に負の血縁関係にある個体に向けられる場合（ハミルトン型スパイト（英語版））

負の血縁とは、2つの個体が平均よりも低い血縁関係にあることである。

## 行動経済学
行動経済学では、相手の配分を減らすために、自己の配分を減らす行為をスパイト行動と呼ぶ。

## 関連文献
- Foster, K.R.; Wenseleers, T.; Ratnieks, F.L.W. (2001). “Spite: Hamilton's unproven theory”. Annales Zoologici Fennici 38 (3/4):  229-238. JSTOR 23735842.
- Gardner, A.; West, S.A. (2006). “Spite”. Current Biology 16 (17):  R662-R664. doi:10.1016/j.cub.2006.08.015. PMID 16950082.